# 船橋市立三山小学校
船橋市立三山小学校（ふなばししりつ みやましょうがっこう）は、千葉県船橋市三山二丁目にある公立小学校。通称は「三山小」（みやましょう）。
合唱コンクール・陸上大会・水泳大会他に参加。2009年に開校50周年を迎えた。それに合わせて、50周年記念式典や、菊の栽培、航空写真撮影、記念誌発行などの特別行事が行われる予定。

## 概要
1学年3クラスから4クラスで編成されており、新任教員の担任には副担任がつく場合が多い。
耐震性が不十分だったため、2009年の50周年記念に伴い耐震工事を行った。東日本大震災を受けて児童の安全を確保するために、午前8時まで部活の児童以外は原則校内にいれないという措置をとっている。
ミニバスケット部、合唱部、総合運動部がある。

## 交通
- JR総武線津田沼駅から三山車庫行き・八千代台駅行きバスで県営住宅・市営住宅にて下車
- 二宮神社行き三山小学校にて下車